# Birger Furugård
Birger Furugård (1887–1961) – szwedzki polityk, z zawodu lekarz weterynarii. Pochodził z miejscowości Deje w regionie Värmland. W latach 20. XX w. zainspirował się sukcesami narodowego socjalizmu w Niemczech. Kilkakrotnie wyjeżdżał do Niemiec, spotykał się z Adolfem Hitlerem, Hermannem Göringiem i Heinrichem Himmlerem. W 1924 roku wraz ze swymi braćmi, Gunnarem i Sigurdem, założył Szwedzką Narodowosocjalistyczną Ligę Wolności. W roku następnym grupa przekształciła się w Szwedzką Narodowosocjalistyczną Partię Chłopów i Robotników. W 1930 roku partia Furugårda połączyła się z Narodowosocjalistyczną Ludową Partią Szwecji, tworząc Nową Szwedzką Partię Narodowosocjalistyczną. Furugård został Riksledare (Narodowym Wodzem) tej partii. Wkrótce partia usunęła z nazwy człon „Nowa”.
W marcu 1931 roku Hitler oraz Joseph Goebbels zostali zaproszeni przez partię Furugårda do odbycia serii publicznych spotkań w Szwecji, lecz szef policji ze Sztokholmu odmówił na to zgody.
Do roku 1933 Furugård pozostawał liderem szwedzkiej skrajnej prawicy, widziany był przez swoich zwolenników w roli przyszłego szwedzkiego führera. W 1933 roku Szwedzka Partia Narodowosocjalistyczna uległa rozłamowi, z powodu oskarżeń Furugårda o alkoholizm i korzystanie z usług prostytutek. Druga figura w partii, Sven-Olov Lindholm utworzył Narodowosocjalistyczną Partię Robotników. Szybko też Lindholm objął pozycję przywódcy szwedzkiego ruchu narodowosocjalistycznego.
Furugård rozwiązał swoją partię w 1936 roku, zniechęcony jej niepowodzeniami w wyborach.